# Llista d'alcaldes de Roma

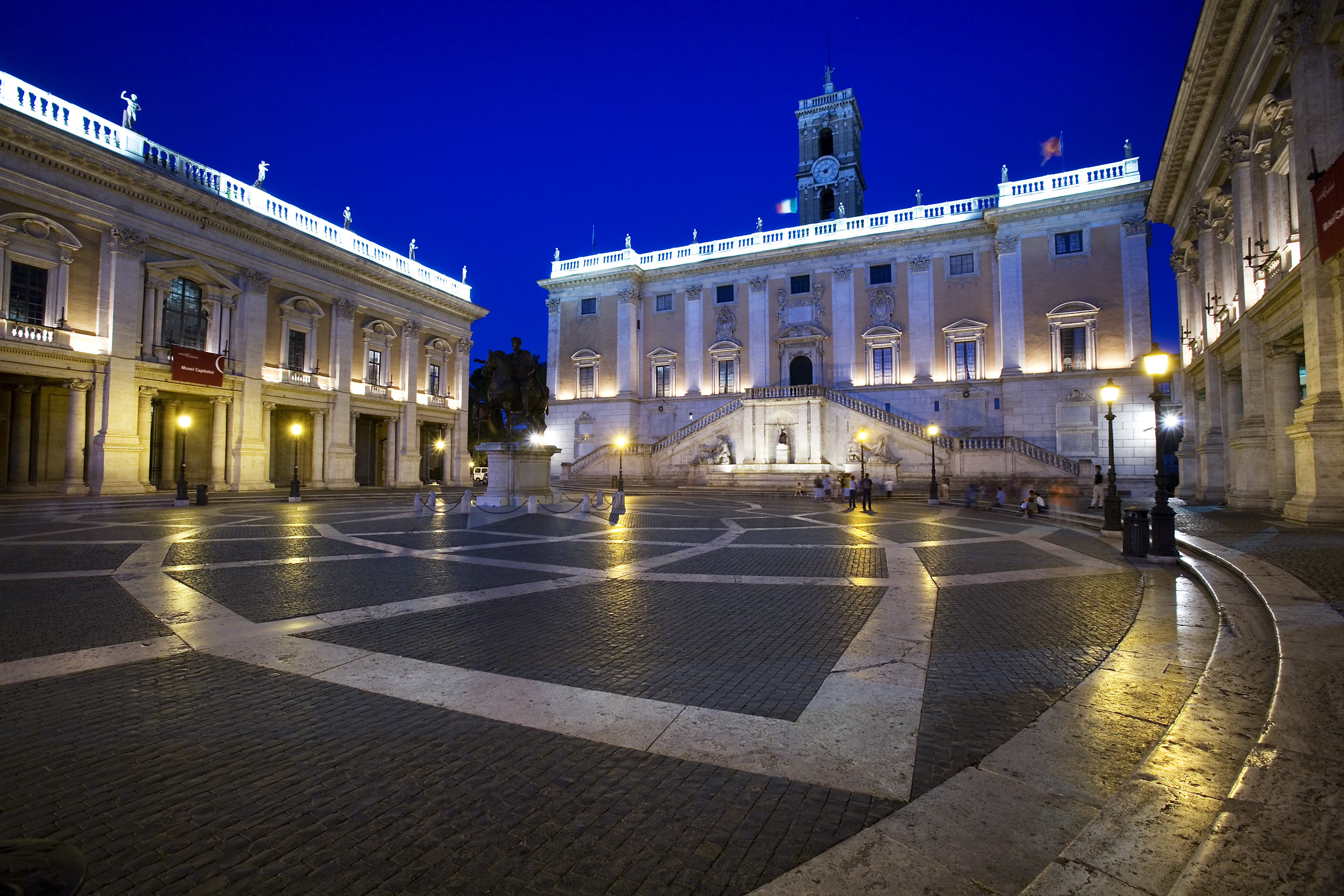
Vista nocturna de la Plaça del Capitoli i del Palau Senatori, actual seu de l'Assemblea i de la Giunta Capitolina de Roma

Llista dels alcaldes de Roma des del 1870, data de transició de la Capital dels Estats Pontificis al Regne d'Itàlia, fins avui.

## Període de l'Estat Pontifici (fins al 1870)
Sota els Estats Pontificis, la ciutat era governada per la magistratura que va tenir configuracions i potestats diverses al llarg del temps: els Senadors (de qui agafa el nom Palau Senatori a Campidoglio), els Conservadors, els Prior dels Caporioni i els Rioni de Roma.
Des del 1580 el nomenament del Senador era  competència exclusivament papal, amb el consegüent buidatge de gran part de les seves competències, i l'administració civil de la ciutat substancialment era confiada al Cardenal vicari, Governador de Roma i Camarlenc.

## Període del Regne d'Itàlia (1870-1946)
El 1870, després de la Breccia de Porta Pia, Roma va ser annexada al Regne d'Itàlia i es va crear el càrrec d'Alcalde de Roma, triat pel Consell Municipal, encara que en els primers decennis va quedar sovint vacant i les seves competències van ser realitzades per membres del Consell (els assessors).
El 1925 el règim feixista va abolir l'alcalde i el consell municipal, sent substituïts per un podestà nomenat mitjançant un reial decret a proposta del Ministre de l'Interior prèvia deliberació  del Consell de Ministres. El càrrec d'alcalde va ser restablert tan sols el 1944, amb l'alliberament de Roma.
| Alcaldes i alcaldes en funció (1870-1925) |                                    |                   |                   |                           |                                   |
| –                                         | Michelangelo Caetani               | 23 setembre 1870  | 30 setembre 1870  | Independent               | President del Consell de Govern   |
| –                                         | Guido de Carpegna Falconieri       | 30 setembre 1870  | 28 novembre 1870  |                           | Comissari provisional             |
| –                                         | Giuseppe Lunati                    | 29 novembre 1870  | 20 desembre 1870  | Independent               | Assessore fent funcions d'Alcalde |
| –                                         | Filippo Andrea V Doria Pamphili    | 21 desembre 1870  | març 1871         | Independent               | Assessore fent funcions d'Alcalde |
| –                                         | Giovanni Angelini                  | març 1871         | abril1871         | Independent               | Assessore fent funcions d'Alcalde |
| 1                                         | Francesco Rospigliosi Pallavicini  | 16 abril 1871     | 21 octubre 1871   | Independent               | Alcalde                           |
| –                                         | Francesco Grispigni                | 21 octubre 1871   | 14 o 16 maig 1872 | Independent               | Assessore fent funcions d'Alcalde |
| –                                         | Giuseppe Troiani                   | 14 o 16 maig 1872 | 31 maig 1872      | Independent               | Assessore fent funcions d'Alcalde |
| –                                         | Pietro Venturi                     | 31 maig 1872      | 26 novembre 1872  | Sinistra històrica        | Assessore fent funcions d'Alcalde |
| –                                         | Luigi Pianciani                    | 26 novembre 1872  | 29 juliol 1873    | Esquerra històrica        | Assessore fent funcions d'Alcalde |
| 2                                         | Luigi Pianciani                    | 29 juliol 1873    | 5 agost 1874      | Esquerra històrica        | Alcalde                           |
| –                                         | Pietro Venturi                     | 5 agost 1874      | 14 gener 1875     | Esquerra històrica        | Assessore fent funcions d'Alcalde |
| 3                                         | Pietro Venturi                     | 15 gener 1875     | novembre 1877     | Esquerra històrica        | Alcalde                           |
| –                                         | Emanuele Ruspoli                   | 7 novembre 1877   | 18 juny 1878      | Dreta històrica           | Assessore fent funcions d'Alcalde |
| 4                                         | Emanuele Ruspoli                   | 18 juny 1878      | 20 juliol 1880    | Dreta històrica           | Alcalde                           |
| –                                         | Augusto Armellini                  | juliol 1880       | octubre 1881      | Dreta històrica           | Assessore fent funcions d'Alcalde |
| (2)                                       | Luigi Pianciani                    | octubre 1881      | maig 1882         | Sinistra històrica        | Alcalde                           |
| –                                         | Leopoldo Torlonia                  | maig 1882         | 7 maig 1887       | Dreta històrica           | Assessore fent funcions d'Alcalde |
| 5                                         | Leopoldo Torlonia                  | 7 maig 1887       | 31 desembre 1887  | Dreta històrica           | Alcalde                           |
| –                                         | Alessandro Guiccioli               | 1º gener 1888     | 24 octubre 1888   | Esquerra històrica        | Assessore fent funcions d'Alcalde |
| 6                                         | Alessandro Guiccioli               | 24 octubre 1888   | 20 novembre 1889  | Esquerra històrica        | Alcalde                           |
| 7                                         | Augusto Armellini                  | 28 novembre 1889  | 20 juny 1890      | Dreta històrica           | Alcalde                           |
| –                                         | Camillo Finocchiaro Abril          | juny 1890         | desembre 1890     |                           | Comissari regio                   |
| 8                                         | Onorato Caetani                    | 29 desembre 1890  | 14 novembre 1892  | Dreta històrica           | Alcalde                           |
| (4)                                       | Emanuele Ruspoli                   | 14 novembre 1892  | 29 novembre 1899  | Dreta històrica           | Alcalde                           |
| –                                         | Enrico Galluppi                    | 29 novembre 1899  | desembre 1899     | Independent               | Assessore fent funcions d'Alcalde |
| 9                                         | Prospero Columna de Paliano        | desembre 1899     | octubre 1904      | Dreta històrica           | Alcalde                           |
| –                                         | Carlo Palomba                      | octubre 1904      | desembre 1904     | Independent               | Assessore fent funcions d'Alcalde |
| –                                         | Enrico Cruciani Alibrandi          | desembre 1904     | 10 juliol 1905    | Independent               | Assessore fent funcions d'Alcalde |
| 10                                        | Enrico Cruciani Alibrandi          | 10 juliol 1905    | 10 juliol 1907    | Independent               | Alcalde                           |
| –                                         | Cesare Salvarezza                  | agost 1907        | novembre 1907     |                           | Comissari regio                   |
| 11                                        | Ernesto Nathan                     | 25 novembre 1907  | novembre 1911     | Partit Radical            | Alcalde                           |
| 11                                        | Ernesto Nathan                     | novembre 1911     | desembre 1913     | Partit Radical            | Alcalde                           |
| –                                         | Fausto Aphel                       | 8 desembre 1913   | 10 juliol 1914    |                           | Comissari regio                   |
| (9)                                       | Prospero Columna de Paliano        | 6 juliol 1914     | 8 juny 1919       | Partit Liberal            | Alcalde                           |
| 12                                        | Adolfo Apolloni                    | 8 juny 1919       | 25 novembre 1920  | Partit Liberal            | Alcalde                           |
| 13                                        | Luigi Rava                         | 25 novembre 1920  | 23 maig 1921      | Partit Liberal            | Alcalde                           |
| 14                                        | Giannetto Valls                    | 23 maig 1921      | 26 juny 1922      | Partit Liberal            | Alcalde                           |
| 15                                        | Filippo Cremonesi                  | 26 juny 1922      | 2 març 1923       | Independent               | Alcalde                           |
| –                                         | Filippo Cremonesi                  | 2 març 1923       | octubre 1925      |                           | Comissari extraordinari           |
| Governadors (1925-1944)                   |                                    |                   |                   |                           |                                   |
| 1                                         | Filippo Cremonesi                  | octubre 1925      | 9 desembre 1926   | Partit Nacional Feixista  | Governador                        |
| 2                                         | Ludovico Espasa Veralli Potenziani | 9 desembre 1926   | 13 setembre 1928  | Partit Nacional Feixista  | Governador                        |
| 3                                         | Francesco Boncompagni Ludovisi     | 13 setembre 1928  | 23 gener 1935     | Partit Nacional Feixista  | Governador                        |
| 4                                         | Giuseppe Bottai                    | 23 gener 1935     | 15 novembre 1936  | Partit Nacional Feixista  | Governador                        |
| 5                                         | Piero Columna                      | 15 novembre 1936  | 24 agost 1939     | Partit Nacional Feixista  | Governador                        |
| 6                                         | Giangiacomo Burgès                 | 30 agost 1939     | 25 juliol 1943    | Partit Nacional Feixista  | Governador                        |
| –                                         | Riccardo Motta                     | 21 agost 1943     | 5 gener 1944      |                           | Comissari governamental           |
| 7                                         | Giovanni Orgera                    | 6 gener 1944      | 3 juny 1944       | Partit Feixista Republicà | Governador                        |
| Postguerra (1944-1946)                    |                                    |                   |                   |                           |                                   |
| –                                         | Roberto Bencivenga                 | 4 juny 1944       | 10 juny 1944      |                           | Comissari governamental           |
| 16                                        | Filippo Andrea VI Doria Pamphili   | 10 juny 1944      | 10 desembre 1946  | Independent               | Alcalde                           |

## Període República Italiana (des de 1946)
El 1946 es van reprendre les eleccions municipals a Roma. Fins al 1993 l'Alcalde era nomenat per la junta municipal entre els seus membres. Amb la reforma de la llei electoral dels ajuntaments, es va escollir per elecció directa, inicialment per 4 anys, augmentat a 5 a partir de 2001.
| Alcaldes escollits pel Consell municipal (1946-1993) |                  |                        |                  |                               |                                                   |                                   |                         |
| 17                                                   |                  | Salvatore Rebecchini   | 10 desembre 1946 | 27 desembre 1946              | Democracia Cristiana                              | DC                                | Alcalde                 |
| –                                                    |                  | Mario De Cesare        | 28 desembre 1946 | 4 novembre 1947               | –                                                 | –                                 | Comissari prefectoral   |
| (17)                                                 |                  | Salvatore Rebecchini   | 5 novembre 1947  | 3 juliol 1952                 | Democrazia Cristiana                              | DC - PLI - UQ                     | Alcalde                 |
| (17)                                                 | 3 juliol 1952    | Salvatore Rebecchini   | 2 juliol 1956    | DC - PLI - PRI - PSDI         | Democrazia Cristiana                              |                                   | Alcalde                 |
| 18                                                   |                  | Umberto Tupini         | 2 juliol 1956    | 27 desembre 1957              | Democracia Cristiana                              | DC - PLI - PRI - PSDI             | Alcalde                 |
| 19                                                   |                  | Urbano Cioccetti       | 10 gener 1958    | 19 desembre 1960              | Democracia Cristiana                              | DC - PLI - PSDI                   | Alcalde                 |
| 19                                                   | 19 dicembre 1960 | Urbano Cioccetti       | 11 luglio 1961   | DC                            | Democracia Cristiana                              |                                   | Alcalde                 |
| –                                                    |                  | Francesco Diana        | 11 juliol 1961   | 17 juliol 1962                | –                                                 | –                                 | Comissari prefectoral   |
| 20                                                   |                  | Glauco Della Porta     | 17 juliol 1962   | 12 març 1964                  | Democracia Cristiana                              | DC - PSI - PSDI - PRI             | Alcalde                 |
| 21                                                   |                  | Amerigo Petrucci       | 12 març 1964     | 28 juliol 1966                | Democracia Cristiana                              | DC - PSI - PSDI - PRI             | Alcalde                 |
| 21                                                   | 28 juliol 1966   | Amerigo Petrucci       | 13 novembre 1967 |                               | Democracia Cristiana                              | DC - PSI - PSDI - PRI             | Alcalde                 |
| 22                                                   |                  | Rinaldo Santini        | 29 desembre 1967 | 30 juliol 1969                | Democracia Cristiana                              | DC - PSI - PSDI - PRI             | Alcalde                 |
| 23                                                   |                  | Clelio Darida          | 30 juliol 1969   | 7 agost 1971                  | Democracia Cristiana                              | DC - PSI - PSDI                   | Alcalde                 |
| 23                                                   | 7 agost 1971     | Clelio Darida          | 15 febrer 1972   | DC                            | Democracia Cristiana                              |                                   | Alcalde                 |
| 23                                                   | 17 març 1972     | Clelio Darida          | 26 novembre 1974 | DC                            | Democracia Cristiana                              |                                   | Alcalde                 |
| 23                                                   | 26 novembre 1974 | Clelio Darida          | 6 maig 1976      | DC                            | Democracia Cristiana                              |                                   | Alcalde                 |
| 24                                                   |                  | Giulio Carlo Argan     | 9 agost 1976     | 25 setembre 1979              | Esquerra Independent                              | PCI - PSI - PSDI                  | Alcalde                 |
| 25                                                   |                  | Luigi Petroselli       | 25 setembre 1979 | 17 setembre 1981              | Partit Comunista Italià                           | PCI - PSI - PSDI                  | Alcalde                 |
| 25                                                   | 17 setembre 1981 | Luigi Petroselli       | 7 octubre 1981   |                               | Partit Comunista Italià                           | PCI - PSI - PSDI                  | Alcalde                 |
| 26                                                   |                  | Ugo Vetere             | 15 octubre 1981  | 29 juliol 1982                | Partit Comunista Italià                           | PCI - PSI - PSDI - PRI            | Alcalde                 |
| 26                                                   | 29 juliol 1982   | Ugo Vetere             | 30 juliol 1985   |                               | Partit Comunista Italià                           | PCI - PSI - PSDI - PRI            | Alcalde                 |
| 27                                                   |                  | Nicola Signorello      | 30 juliol 1985   | 29 setembre 1987              | Democracia Cristiana                              | DC - PSI - PSDI - PRI - PLI       | Alcalde                 |
| 27                                                   | 29 setembre 1987 | Nicola Signorello      | 6 agost 1988     |                               | Democracia Cristiana                              | DC - PSI - PSDI - PRI - PLI       | Alcalde                 |
| 28                                                   |                  | Pietro Giubilo         | 6 agost 1988     | 19 juliol 1989                | Democracia Cristiana                              | DC - PSI - PSDI - PRI - PLI       | Alcalde                 |
| –                                                    |                  | Angelo Barbato         | 20 juliol 1989   | 17 desembre 1989              | –                                                 | –                                 | Comissari extraordinari |
| 29                                                   |                  | Franco Carraro         | 18 desembre 1989 | 27 juliol 1992                | Partit Socialista Italià                          | DC - PSI - PSDI - PRI - PLI       | Alcalde                 |
| 29                                                   | 27 juliol 1992   | Franco Carraro         | 4 abril 1993     | DC - PSI - PSDI               | Partit Socialista Italià                          |                                   | Alcalde                 |
| 29                                                   | 4 abril 1993     | Franco Carraro         | 20 abril 1993    | PSI - PSDI                    | Partit Socialista Italià                          |                                   | Alcalde                 |
| –                                                    |                  | Alessandro Voci        | 21 abril 1993    | 8 novembre 1993               | –                                                 | –                                 | Comissari extraordinari |
| –                                                    |                  | Aldo Camporota         | 9 novembre 1993  | 4 desembre 1993               | –                                                 | –                                 | Comissari extraordinari |
| Alcaldes elegits directament (1993-present)          |                  |                        |                  |                               |                                                   |                                   |                         |
| 30                                                   |                  | Francesco Rutelli      | 5 desembre 1993  | 16 novembre 1997              | Verdi, després I Democratici                      | PDS - Verdi (Progressistes)       | Alcalde                 |
| 30                                                   | 16 novembre 1997 | Francesco Rutelli      | 8 gener 2001     | PDS - PPI - Verdi (L'Olivera) | Verdi, després I Democratici                      |                                   | Alcalde                 |
| –                                                    |                  | Enzo Mosino            | 9 gener 2001     | 27 maig 2001                  | –                                                 | –                                 | Comissari extraordinari |
| 31                                                   |                  | Walter Veltroni        | 28 maig 2001     | 29 maig 2006                  | Demòcrates d'Esquerres, després Partit Democràtic | DS - DL - PRC - Verdi (L'Olivera) | Alcalde                 |
| 31                                                   | 29 maig 2006     | Walter Veltroni        | 13 febrer 2008   | PD - PRC - Verdi (L'Unione)   | Demòcrates d'Esquerres, després Partit Democràtic |                                   | Alcalde                 |
| –                                                    |                  | Mario Morcone          | 14 febrer 2008   | 28 abril 2008                 | –                                                 | –                                 | Comissari extraordinari |
| 32                                                   |                  | Gianni Alemanno        | 29 abril 2008    | 11 juny 2013                  | Poble de la Llibertat                             | PdL                               | Alcalde                 |
| 33                                                   |                  | Ignazio Marino         | 12 juny 2013     | 31 octubre 2015               | Partit Democràtic                                 | PD - SEL                          | Alcalde                 |
| –                                                    |                  | Francesco Paolo Tronca | 1º novembre 2015 | 20 juny 2016                  | –                                                 | –                                 | Comissari extraordinari |
| 34                                                   |                  | Virginia Raggi         | 20 juny 2016     | en el càrrec                  | Moviment 5 Estrelles                              | M5S                               | Alcalde                 |

## Linea temporal
Gràfic amb els alcaldes i el temps en el càrrec des de 1945: